# Labdarúgó-világbajnokság
A FIFA labdarúgó-világbajnokság (labdarúgóvébé, futballvébé; angolul: FIFA World Cup, Football World Cup, Soccer World Cup vagy egyszerűen World Cup) a nemzetközi labdarúgóélet legfontosabb és legnépszerűbb viadala. A FIFA-tag nemzeti férfi labdarúgó-válogatottak versengenek a kupáért, amelyet a négyévente megrendezett torna döntőjének nyertese kapja meg.
Az első döntőt 1930-ban rendezték Uruguayban, és a kupát azóta minden negyedik évben kiadták, kivéve 1942-t és 1946-ot, amikor a második világháború miatt nem rendeztek labdarúgó-világbajnokságot.
A 2022-ben érvényes szabályok szerint az 1 hónapig zajló döntőben 32 nemzeti válogatott vesz részt. A házigazda automatikus részvevője a tornának, míg a többi csapat – a címvédőt is beleértve – selejtezőket játszik a részvételi jogért. A vb döntője hagyományosan a világ legnézettebb sporteseménye. Az eddig rendezett 22 döntőben mindössze nyolc nemzet nyert kupát, a legtöbbször (öt alkalommal) a brazil labdarúgó-válogatott.
Magyarország kétszer játszott világbajnoki döntő mérkőzésen. 1938-ban Olaszországtól, 1954-ben pedig az NSZK-tól szenvedett vereséget.
2017. január 10-én a FIFA úgy határozott, hogy a 2026-os világbajnokságtól kezdődően a csapatok létszámát 48-ra emeli. Ezzel Európa 13 helyett 16, míg Afrika öt helyett kilenc, Ázsia pedig további négy csapattal képviseltetheti magát a tornán. A lebonyolítás szerint 64 mérkőzés helyett 80-at rendeznek, a résztvevőket 16 három csapatos csoportba sorsolják, ahonnan az első kettő továbbjutó - összesen 32 csapat - kieséses rendszerben folytatja a küzdelmeket.

## A világbajnokság előtörténete
Az első nemzetközi labdarúgó meccset 1872-ben játszotta az angol és a skót nemzeti csapat, de ekkor még ritkán játszották a futballt Nagy-Britannián kívül.
Miután a sport máshol is népszerű lett, az 1900-as és az 1904-es nyári olimpiákon, illetve az 1906-os olimpiaközi játékokon bemutató sportággá vált. Az 1908-as nyári játékoknak már hivatalos sportága volt. A versenyt az angol labdarúgószövetség (The Football Association, rövidítve FA) szervezte amatőr játékosoknak, de a futballt még ekkor is nagyon sokan gyanakvóan inkább csak shownak, mint valódi sportnak tekintették. 1908-ban és 1912-ben is az angol amatőr együttes győzött.
1906-ban a FIFA megpróbálkozott egy önálló nemzetközi labdarúgó torna megrendezésével Svájcban. A FIFA hivatalos története szerint azonban ez a torna sikertelen volt.
Mivel az olimpiai versenyt továbbra is csak amatőr csapatok számára rendezték, 1909-ben Sir Thomas Lipton Torinóban tornát szervezett, a Sir Thomas Lipton Trófeát. Ezen klubok, nem nemzeti válogatottak vehettek részt, bár minden klub egy-egy nemzetet képviselt. Emiatt a torna nem tekinthető a Világbajnokság igazi elődjének, bár sokan még így is az első világbajnokságként emlegetik. A legnagyobb tekintélyű olasz, német és svájci profi klubok vettek részt rajta. Az első tornát az északnyugat-angliai amatőr csapat, a West Auckland nyerte. (Angliát azért amatőr csapat képviselte, mert az FA elutasította a részvételt.) 1911-ben a West Auckland meg is védte a címét, így a versenykiírás szerint örökre megtarthatták a kupát.
1914-ben a FIFA elismerte az olimpiát amatőr labdarúgó világbajnokságnak, így az 1924-es nyári olimpiai játékok az első hivatalos kontinenseken átnyúló nemzetközi labdarúgó viadal lett. Ezt a versenyt Uruguay nyerte, 1928-ban pedig újra ők lettek a győztesek, egy másik dél-amerikai csapat, Argentína pedig a második. A FIFA ugyanebben az évben úgy döntött, hogy most már önállóan szervez nemzetközi versenyt, és mivel Uruguay már kétszeres bajnok volt és függetlensége kivívásának százéves évfordulójára készült 1930-ban, ők kapták meg a rendezés jogát.

## Az első hivatalos világbajnokság

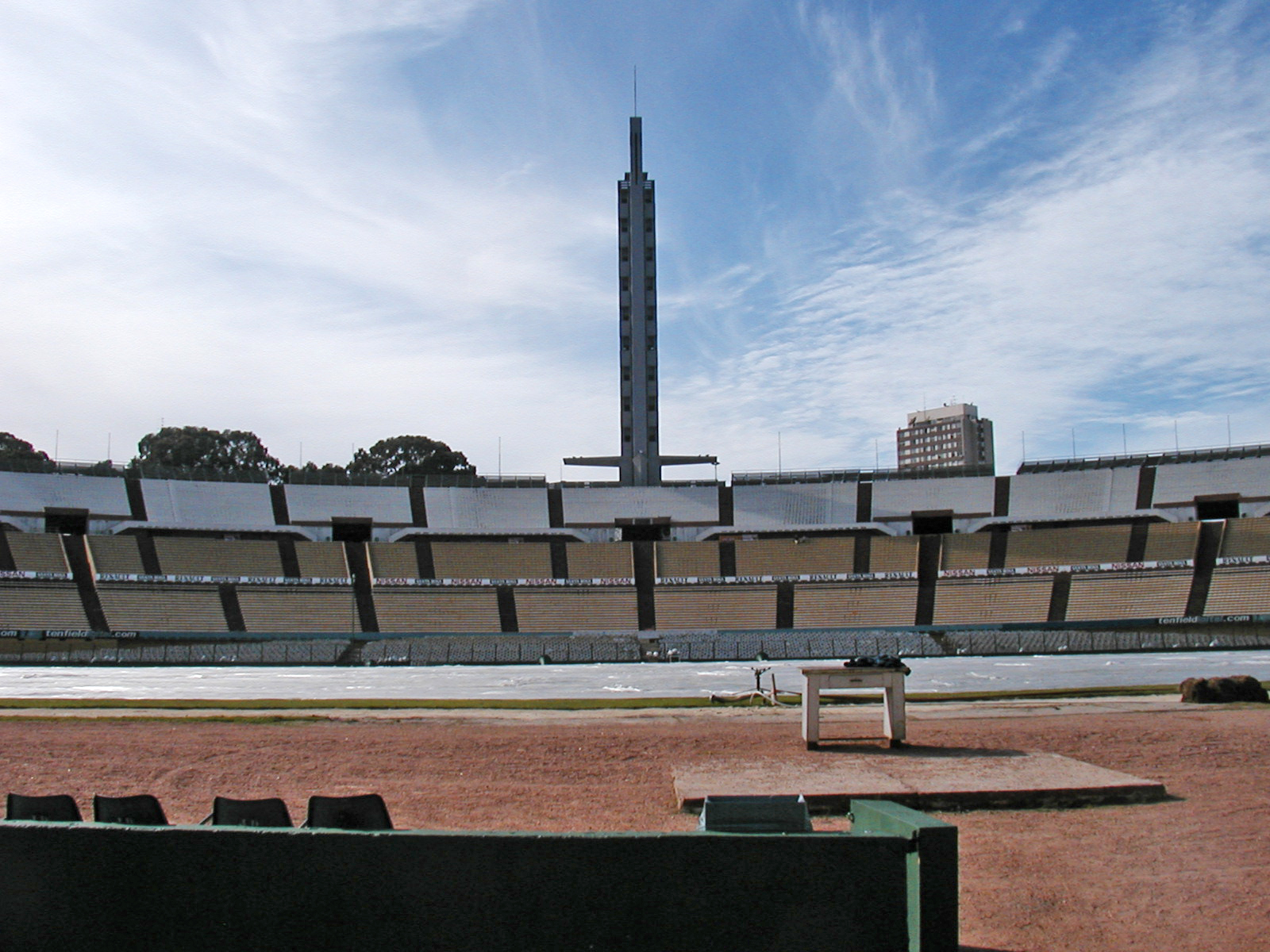
Az Estadio Centenario, az első világbajnoki döntő színhelye (Montevideo, Uruguay)

Az 1932-es Los Angeles-i olimpia szervezése közben kiderült, hogy a labdarúgást nem fogják felvenni a versenysportágak közé, mivel az Amerikai Egyesült Államokban nem volt népszerű. A FIFA és a Nemzetközi Olimpiai Bizottság az amatőr játékosok státuszát illetően is összekülönbözött. A FIFA elnöke, Jules Rimet mindezek miatt belefogott az Uruguayba tervezett 1930-as torna átszervezésébe világbajnoksággá.
A nemzeti labdarúgó szövetségeket kérték fel, hogy delegáljanak nemzeti csapatot, a helyszín azonban szerencsétlennek bizonyult, mivel az európai csapatok számára az út Uruguayba hosszú és költséges volt. Európából senki nem is jelentkezett a tornára, egészen két hónappal e verseny kezdete előttig. Ekkor nagy nehezen Rimet rávette Belgiumot, Franciaországot, Romániát és Jugoszláviát, hogy küldjenek csapatot. Végül összesen 13 nemzet vett részt: hét Dél-Amerikából, négy Európából és kettő Észak-Amerikából.
Az első két meccset egyidőben játszották: a franciák 4–1-re verték Mexikót az Egyesült Államok pedig 3–0-ra győzött Belgium ellen. A világbajnokságok történetének első gólját a francia Lucien Laurent rúgta. Négy nappal később az amerikai Bert Patenaude érte el a vébék első mesterhármasát, amellyel 3–0-ra verték Paraguayt. A döntőben Uruguay 4–2 re győzte le Argentínát 93 ezer néző előtt Montevideóban, így lett a rendező az első vébégyőztes.

## A népszerűség útján
Az első világbajnokságok a távolságok áthidalása és a második világháború problémáival küszködtek. Kevés dél-amerikai csapat vállalta, hogy Európába utazzon az 1934-es és az 1938-as világbajnokságokra: egyedül Brazília vett részt mindkettőn. Az 1942-es és 1946-os tornákat a világháború miatt meg sem tartották.
Az 1950-es világbajnokságon vettek részt először brit csapatok. Korábban, 1920-ban a britek kivonultak a FIFA-ból, részben mert nem akartak azon nemzetek ellen játszani, akikkel korábban háborút viseltek, másrészt mert nem jól viselték a külföldi befolyást a hagyományos játékuknak tekintett labdarúgásra. 1946-ban mégis elfogadták a FIFA meghívását az újracsatlakozásra. 1950-ben tért vissza Uruguay is, amely bojkottálta az előző két vb-t.
Az 1934 és 1978 között tartott világbajnokságok döntőin 16 csapat vehetett részt (kivéve 1938 és 1950, amikor már bejutott csapatok visszavonták a nevezésüket). A csapatok zöme Európából és Latin-Amerikából érkezett és nagyon kevesen Afrikából, Ázsiából, illetve Óceániából. Ez utóbbi csapatokat az európai és dél-amerikai válogatottak általában könnyedén legyőzték. (Emlékezetes ellenpélda volt viszont Észak-Korea, amely bejutott az 1966-os verseny negyeddöntőjébe.)
A döntőket 1982-től 24 csapatra bővítették, 1998-tól pedig 32 csapatra és így többen juthattak be Afrikából, Ázsiából és Észak-Amerikából. Az utóbbi évtizedekben ezek a csapatok már sikeresebbek voltak, mint korábban. Marokkó 1986-ban túljutott a csoportmérkőzéseken, Kamerun 1990-ben negyeddöntőbe jutott, Nigéria pedig 1994-ben és 1998-ban is bejutott az egyenes kieséses szakaszba. 2002-ben Japán az egyenes kieséses szakaszba, Dél-Korea pedig az elődöntőbe verekedte magát, és ugyanakkor Szenegál negyeddöntős lett, majd Ghána 2006-ban nyolcaddöntőbe, 2010-ben pedig negyeddöntőbe jutott.

## A világbajnokságok döntői
Az eddig megrendezett 22 labdarúgó-világbajnokságból tizet dél-amerikai ország (Brazília ötöt, Argentína hármat, Uruguay kettőt), tizenkettőt pedig európai ország (Olaszország és Németország négyet, Franciaország kettőt, Anglia és Spanyolország egyet-egyet) nyert meg.
A fenti nyolc válogatottból (Brazília, Németország, Olaszország, Franciaország, Argentína, Anglia, Uruguay, Spanyolország) csak Brazília és Spanyolország nem nyert még hazai környezetben világbajnokságot.
| Év   | Helyszín                                                                                         | Döntő           | Döntő               | Döntő           | Harmadik helyért                 | Harmadik helyért | Harmadik helyért |
| Év   | Helyszín                                                                                         | Győztes         | Eredmény            | Második hely    | Harmadik hely                    | Eredmény         | Negyedik hely    |
| ---- | ------------------------------------------------------------------------------------------------ | --------------- | ------------------- | --------------- | -------------------------------- | ---------------- | ---------------- |
| 1930 | · Uruguay                                                                                        | · Uruguay       | 4–2                 | · Argentína     | · Egyesült Államok · Jugoszlávia | nem volt         | –                |
| 1934 | · Olaszország                                                                                    | · Olaszország   | 2–1 (h.u.)          | · Csehszlovákia | · Németország                    | 3–2              | · Ausztria       |
| 1938 | · Franciaország                                                                                  | · Olaszország   | 4–2                 | · Magyarország  | · Brazília                       | 4–2              | · Svédország     |
| 1950 | · Brazília                                                                                       | · Uruguay       | 2–1                 | · Brazília      | · Svédország                     | 3–1              | · Spanyolország  |
| 1954 | · Svájc                                                                                          | · NSZK          | 3–2                 | · Magyarország  | · Ausztria                       | 3–1              | · Uruguay        |
| 1958 | · Svédország                                                                                     | · Brazília      | 5–2                 | · Svédország    | · Franciaország                  | 6–3              | · NSZK           |
| 1962 | · Chile                                                                                          | · Brazília      | 3–1                 | · Csehszlovákia | · Chile                          | 1–0              | · Jugoszlávia    |
| 1966 | · Anglia                                                                                         | · Anglia        | 4–2 (h.u.)          | · NSZK          | · Portugália                     | 2–1              | · Szovjetunió    |
| 1970 | · Mexikó                                                                                         | · Brazília      | 4–1                 | · Olaszország   | · NSZK                           | 1–0              | · Uruguay        |
| 1974 | · NSZK                                                                                           | · NSZK          | 2–1                 | · Hollandia     | · Lengyelország                  | 1–0              | · Brazília       |
| 1978 | · Argentína                                                                                      | · Argentína     | 3–1 (h.u.)          | · Hollandia     | · Brazília                       | 2–1              | · Olaszország    |
| 1982 | · Spanyolország                                                                                  | · Olaszország   | 3–1                 | · NSZK          | · Lengyelország                  | 3–2              | · Franciaország  |
| 1986 | · Mexikó                                                                                         | · Argentína     | 3–2                 | · NSZK          | · Franciaország                  | 4–2 (h.u.)       | · Belgium        |
| 1990 | · Olaszország                                                                                    | · NSZK          | 1–0                 | · Argentína     | · Olaszország                    | 2–1              | · Anglia         |
| 1994 | · Egyesült Államok                                                                               | · Brazília      | 0–0 (h.u.) ti.: 3–2 | · Olaszország   | · Svédország                     | 4–0              | · Bulgária       |
| 1998 | · Franciaország                                                                                  | · Franciaország | 3–0                 | · Brazília      | · Horvátország                   | 2–1              | · Hollandia      |
| 2002 | Dél-Korea · Japán                                                                                | · Brazília      | 2–0                 | · Németország   | · Törökország                    | 3–2              | · Dél-Korea      |
| 2006 | · Németország                                                                                    | · Olaszország   | 1–1 (h.u.) ti.: 5–3 | · Franciaország | · Németország                    | 3–1              | · Portugália     |
| 2010 | · Dél-afrikai Köztársaság                                                                        | · Spanyolország | 1–0 (h.u.)          | · Hollandia     | · Németország                    | 3–2              | · Uruguay        |
| 2014 | · Brazília                                                                                       | · Németország   | 1–0 (h.u.)          | · Argentína     | · Hollandia                      | 3–0              | · Brazília       |
| 2018 | · Oroszország                                                                                    | · Franciaország | 4–2                 | · Horvátország  | · Belgium                        | 2–0              | · Anglia         |
| 2022 | · Katar                                                                                          | · Argentína     | 3–3 (h.u.) ti.: 4–2 | · Franciaország | · Horvátország                   | 2–1              | · Marokkó        |
| 2026 | Egyesült Államok · Kanada · Mexikó                                                               |                 |                     |                 |                                  |                  |                  |
| 2030 | Spanyolország · Portugália · Marokkó · Mérkőzéseket rendez még: · Argentína · Paraguay · Uruguay |                 |                     |                 |                                  |                  |                  |

Jegyzetek
1. ↑  1930-ban nem volt hivatalos mérkőzés a harmadik helyért.
2. 1 2  A döntés körmérkőzések után történt, így a jelzett mérkőzések léptek elő a döntővé illetve a bronzmérkőzéssé

## Éremtáblázat
| Nemzet           | Győzelmek száma | Győzelmek száma              | Ezüstérmek száma | Ezüstérmek száma       | Bronzérmek száma | Bronzérmek száma       |
| ---------------- | --------------- | ---------------------------- | ---------------- | ---------------------- | ---------------- | ---------------------- |
| Brazília         | 5               | 1958, 1962, 1970, 1994, 2002 | 2                | 1950, 1998             | 2                | 1938, 1978             |
| Németország      | 4               | 1954, 1974, 1990, 2014       | 4                | 1966, 1982, 1986, 2002 | 4                | 1934, 1970, 2006, 2010 |
| Olaszország      | 4               | 1934, 1938, 1982, 2006       | 2                | 1970, 1994             | 1                | 1990                   |
| Argentína        | 3               | 1978, 1986, 2022             | 3                | 1930, 1990, 2014       | 0                |                        |
| Franciaország    | 2               | 1998, 2018                   | 2                | 2006, 2022             | 2                | 1958, 1986             |
| Uruguay          | 2               | 1930, 1950                   | 0                |                        | 0                |                        |
| Anglia           | 1               | 1966                         | 0                |                        | 0                |                        |
| Spanyolország    | 1               | 2010                         | 0                |                        | 0                |                        |
| Hollandia        | 0               |                              | 3                | 1974, 1978, 2010       | 1                | 2014                   |
| Csehszlovákia    | 0               |                              | 2                | 1934, 1962             | 0                |                        |
| Magyarország     | 0               |                              | 2                | 1938, 1954             | 0                |                        |
| Svédország       | 0               |                              | 1                | 1958                   | 2                | 1950, 1994             |
| Horvátország     | 0               |                              | 1                | 2018                   | 2                | 1998, 2022             |
| Lengyelország    | 0               |                              | 0                |                        | 2                | 1974, 1982             |
| Egyesült Államok | 0               |                              | 0                |                        | 1                | 1930                   |
| Jugoszlávia      | 0               |                              | 0                |                        | 1                | 1930                   |
| Ausztria         | 0               |                              | 0                |                        | 1                | 1954                   |
| Chile            | 0               |                              | 0                |                        | 1                | 1962                   |
| Portugália       | 0               |                              | 0                |                        | 1                | 1966                   |
| Törökország      | 0               |                              | 0                |                        | 1                | 2002                   |
| Belgium          | 0               |                              | 0                |                        | 1                | 2018                   |

## Válogatottak szereplése

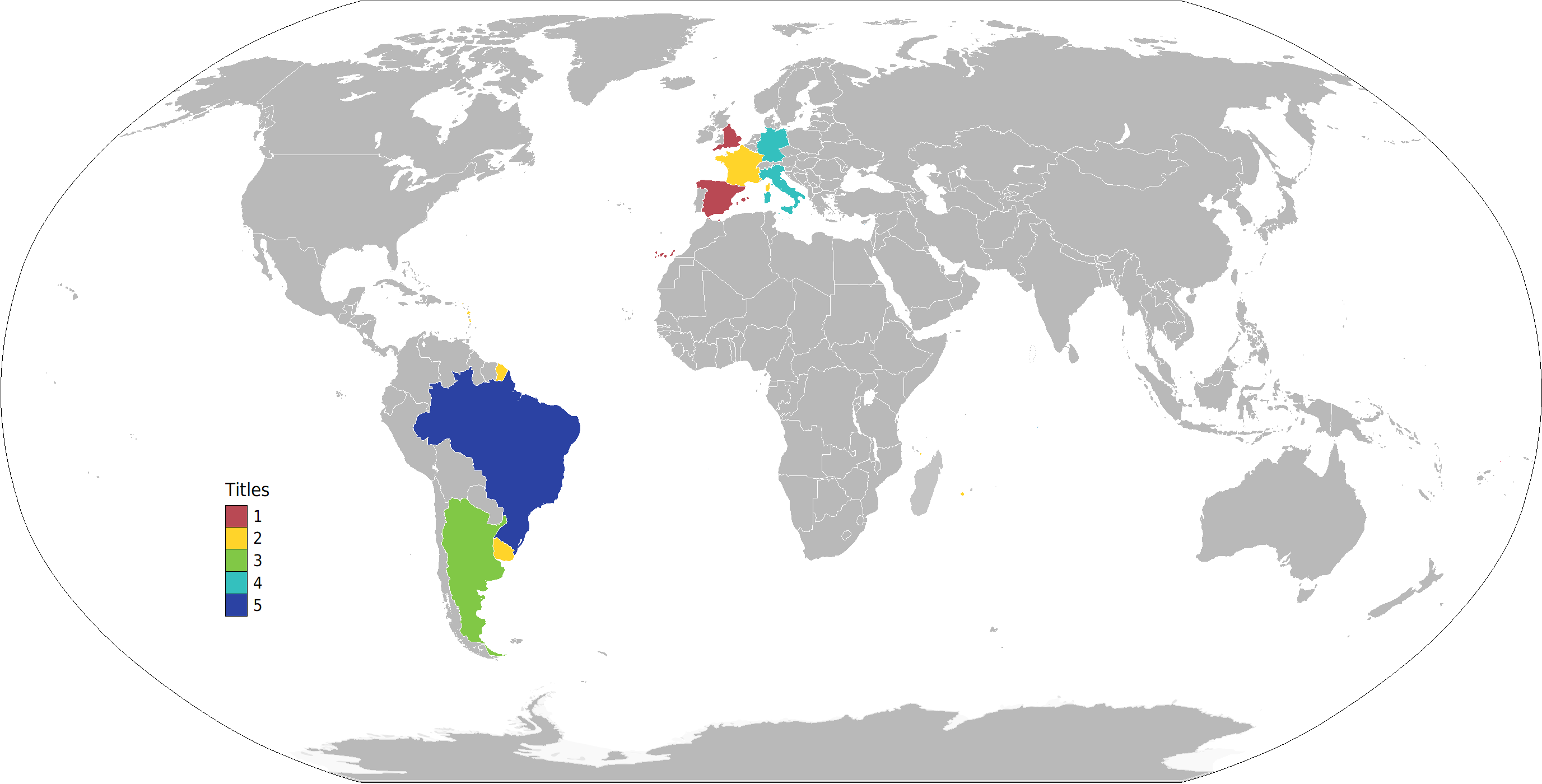
A világbajnokság eddigi győztesei

Sorrend
- Részvételek száma
- Csapat (ábécé-rend)

| Csapat                                             | Részvételek száma | Első részvétel | Legutóbbi részvétel | Legjobb eredmény                                            |
| -------------------------------------------------- | ----------------- | -------------- | ------------------- | ----------------------------------------------------------- |
|                                                    |                   |                |                     |                                                             |
| Brazília                                           | 22                | 1930           | 2022                | Világbajnok (1958, 1962, 1970, 1994, 2002)                  |
|                                                    |                   |                |                     |                                                             |
| Németország · ( NSZK eredményeivel együtt)         | 20                | 1934           | 2022                | Világbajnok (1954, 1974, 1990, 2014)                        |
|                                                    |                   |                |                     |                                                             |
| Olaszország                                        | 18                | 1934           | 2014                | Világbajnok (1934, 1938, 1982, 2006)                        |
| Argentína                                          | 18                | 1930           | 2022                | Világbajnok (1978, 1986, 2022)                              |
|                                                    |                   |                |                     |                                                             |
| Mexikó                                             | 17                | 1930           | 2022                | Negyeddöntő (1970, 1986)                                    |
|                                                    |                   |                |                     |                                                             |
| Anglia                                             | 16                | 1950           | 2022                | Világbajnok (1966)                                          |
| Franciaország                                      | 16                | 1930           | 2022                | Világbajnok (1998, 2018)                                    |
| Spanyolország                                      | 16                | 1934           | 2022                | Világbajnok (2010)                                          |
|                                                    |                   |                |                     |                                                             |
| Belgium                                            | 14                | 1930           | 2022                | Bronzérmes (2018)                                           |
| Uruguay                                            | 14                | 1930           | 2022                | Világbajnok (1930, 1950)                                    |
|                                                    |                   |                |                     |                                                             |
| Szerbia · ( Jugoszlávia eredményeivel együtt)      | 13                | 1930           | 2022                | Elődöntő (1930), Negyedik hely (1962)                       |
|                                                    |                   |                |                     |                                                             |
| Svájc                                              | 12                | 1934           | 2022                | Negyeddöntő (1934, 1938, 1954)                              |
| Svédország                                         | 12                | 1934           | 2018                | Ezüstérmes (1958)                                           |
|                                                    |                   |                |                     |                                                             |
| Dél-Korea                                          | 11                | 1954           | 2022                | Negyedik hely (2002)                                        |
| Egyesült Államok                                   | 11                | 1930           | 2022                | Elődöntő (1930)                                             |
| Hollandia                                          | 11                | 1934           | 2022                | Ezüstérmes (1974, 1978, 2010)                               |
| Oroszország · ( Szovjetunió eredményeivel együtt)  | 11                | 1958           | 2018                | Negyedik hely (1966)                                        |
|                                                    |                   |                |                     |                                                             |
| Csehország · ( Csehszlovákia eredményeivel együtt) | 9                 | 1934           | 2006                | Ezüstérmes (1934, 1962)                                     |
| Chile                                              | 9                 | 1930           | 2014                | Bronzérmes (1962)                                           |
| Lengyelország                                      | 9                 | 1938           | 2022                | Bronzérmes (1974, 1982)                                     |
| Magyarország                                       | 9                 | 1934           | 1986                | Ezüstérmes (1938, 1954)                                     |
|                                                    |                   |                |                     |                                                             |
| Kamerun                                            | 8                 | 1982           | 2022                | Negyeddöntő (1990)                                          |
| Paraguay                                           | 8                 | 1930           | 2010                | Negyeddöntő (2010)                                          |
| Portugália                                         | 8                 | 1966           | 2022                | Bronzérmes (1966)                                           |
| Skócia                                             | 8                 | 1954           | 1998                | Csoportkör (1954, 1958, 1974, 1978, 1982, 1986, 1990, 1998) |
|                                                    |                   |                |                     |                                                             |
| Ausztria                                           | 7                 | 1934           | 1998                | Bronzérmes (1954)                                           |
| Bulgária                                           | 7                 | 1962           | 1998                | Negyedik hely (1994)                                        |
| Japán                                              | 7                 | 1998           | 2022                | Nyolcaddöntő (2002, 2010, 2018, 2022)                       |
| Románia                                            | 7                 | 1930           | 1998                | Negyeddöntő (1994)                                          |
|                                                    |                   |                |                     |                                                             |
| Ausztrália                                         | 6                 | 1974           | 2022                | Nyolcaddöntő (2006, 2022)                                   |
| Costa Rica                                         | 6                 | 1990           | 2022                | Negyeddöntő (2014)                                          |
| Dánia                                              | 6                 | 1986           | 2022                | Negyeddöntő (1998)                                          |
| Horvátország                                       | 6                 | 1998           | 2022                | Ezüstérmes (2018)                                           |
| Irán                                               | 6                 | 1978           | 2022                | Csoportkör (1978, 1998, 2006, 2014, 2018, 2022)             |
| Kolumbia                                           | 6                 | 1962           | 2018                | Negyeddöntő (2014)                                          |
| Marokkó                                            | 6                 | 1970           | 2022                | Negyedik hely (2022)                                        |
| Nigéria                                            | 6                 | 1994           | 2018                | Nyolcaddöntő (1994, 1998, 2014)                             |
| Szaúd-Arábia                                       | 6                 | 1994           | 2022                | Nyolcaddöntő (1994)                                         |
| Tunézia                                            | 6                 | 1978           | 2022                | Csoportkör (1978, 1998, 2002, 2006, 2018, 2022)             |
|                                                    |                   |                |                     |                                                             |
| Peru                                               | 5                 | 1930           | 2018                | Negyeddöntő (1970)                                          |
|                                                    |                   |                |                     |                                                             |
| Algéria                                            | 4                 | 1982           | 2014                | Nyolcaddöntő (2014)                                         |
| Ecuador                                            | 4                 | 2002           | 2022                | Nyolcaddöntő (2006)                                         |
| Ghána                                              | 4                 | 2006           | 2022                | Negyeddöntő (2010)                                          |
|                                                    |                   |                |                     |                                                             |
| Bolívia                                            | 3                 | 1930           | 1994                | Csoportkör (1930, 1974, 1994)                               |
| Dél-afrikai Köztársaság                            | 3                 | 1998           | 2010                | Csoportkör (1998, 2002, 2010)                               |
| Egyiptom                                           | 3                 | 1934           | 2018                | Első forduló/Csoportkör (1934, 1990, 2018)                  |
| Elefántcsontpart                                   | 3                 | 2006           | 2014                | Csoportkör (2006, 2010, 2014)                               |
| Észak-Írország                                     | 3                 | 1958           | 1986                | Negyeddöntő (1958)                                          |
| Görögország                                        | 3                 | 1994           | 2014                | Nyolcaddöntő (2014)                                         |
| Honduras                                           | 3                 | 1982           | 2014                | Csoportkör (1982, 2010, 2014)                               |
| Írország                                           | 3                 | 1990           | 2002                | Negyeddöntő (1990)                                          |
| Norvégia                                           | 3                 | 1938           | 1998                | Nyolcaddöntő (1998)                                         |
| Szenegál                                           | 3                 | 2002           | 2022                | Negyeddöntő (2002)                                          |
|                                                    |                   |                |                     |                                                             |
| Észak-Korea                                        | 2                 | 1966           | 2010                | Negyeddöntő (1966)                                          |
| Kanada                                             | 2                 | 1986           | 2022                | Csoportkör (1986, 2022)                                     |
| Salvador                                           | 2                 | 1970           | 1982                | Csoportkör (1970, 1982)                                     |
| Szlovénia                                          | 2                 | 2002           | 2010                | Csoportkör (2002, 2010)                                     |
| Törökország                                        | 2                 | 1954           | 2002                | Bronzérmes (2002)                                           |
| Új-Zéland                                          | 2                 | 1982           | 2010                | Csoportkör (1982, 2010)                                     |
| Wales                                              | 2                 | 1958           | 2022                | Negyeddöntő                                                 |
|                                                    |                   |                |                     |                                                             |
| Angola                                             | 1                 | 2006           | 2006                | Csoportkör                                                  |
| Bosznia-Hercegovina                                | 1                 | 2014           | 2014                | Csoportkör                                                  |
| Egyesült Arab Emírségek                            | 1                 | 1990           | 1990                | Csoportkör                                                  |
| Haiti                                              | 1                 | 1974           | 1974                | Csoportkör                                                  |
| Indonézia                                          | 1                 | 1938           | 1938                | Első forduló                                                |
| Irak                                               | 1                 | 1986           | 1986                | Csoportkör                                                  |
| Izland                                             | 1                 | 2018           | 2018                | Csoportkör                                                  |
| Izrael                                             | 1                 | 1970           | 1970                | Csoportkör                                                  |
| Jamaica                                            | 1                 | 1998           | 1998                | Csoportkör                                                  |
| Katar                                              | 1                 | 2022           | 2022                | Csoportkör                                                  |
| Kína                                               | 1                 | 2002           | 2002                | Csoportkör                                                  |
| Kongói DK                                          | 1                 | 1974           | 1974                | Csoportkör                                                  |
| Kuba                                               | 1                 | 1938           | 1938                | Negyeddöntő                                                 |
| Kuvait                                             | 1                 | 1982           | 1982                | Csoportkör                                                  |
| NDK                                                | 1                 | 1974           | 1974                | Második csoportkör                                          |
| Panama                                             | 1                 | 2018           | 2018                | Csoportkör                                                  |
| Szlovákia                                          | 1                 | 2010           | 2010                | Nyolcaddöntő                                                |
| Togo                                               | 1                 | 2006           | 2006                | Csoportkör                                                  |
| Trinidad és Tobago                                 | 1                 | 2006           | 2006                | Csoportkör                                                  |
| Ukrajna                                            | 1                 | 2006           | 2006                | Negyeddöntő                                                 |

Válogatottak, amelyek még nem jutottak ki a világbajnokságra
Ázsia (AFC)
- Afganisztán
- Bahrein
- Banglades
- Bhután
- Brunei
- Fülöp-szigetek
- Guam
- Hongkong
- India
- Jemen
- Jordánia
- Kambodzsa
- Kelet-Timor
- Kirgizisztán
- Laosz
- Libanon
- Makaó
- Malajzia
- Maldív-szigetek
- Mianmar
- Mongólia
- Nepál
- Omán
- Pakisztán
- Palesztina
- Srí Lanka
- Szingapúr
- Szíria
- Tajvan
- Tádzsikisztán
- Thaiföld
- Türkmenisztán
- Üzbegisztán
- Vietnám

Afrika (CAF)
- Benin
- Bissau-Guinea
- Botswana
- Burkina Faso
- Burundi
- Comore-szigetek
- Csád
- Dzsibuti
- Egyenlítői-Guinea
- Eritrea
- Etiópia
- Gabon
- Gambia
- Guinea
- Kenya
- Kongó
- Közép-afrikai Köztársaság
- Lesotho
- Libéria
- Líbia
- Madagaszkár
- Mali
- Mauritánia
- Mauritius
- Mozambik
- Namíbia
- Niger
- Ruanda
- São Tomé és Príncipe
- Seychelle-szigetek
- Sierra Leone
- Szomália
- Szudán
- Szváziföld
- Tanzánia
- Uganda
- Zambia
- Zimbabwe
- Zöld-foki Köztársaság

Észak-, Közép-Amerika és a Karibi-térség (CONCACAF)
- Amerikai Virgin-szigetek
- Anguilla
- Antigua és Barbuda
- Aruba
- Bahama-szigetek
- Barbados
- Belize
- Bermuda
- Brit Virgin-szigetek
- Dominikai Közösség
- Dominikai Köztársaság
- Grenada
- Guatemala
- Guyana
- Antigua és Barbuda
- Kajmán-szigetek
- Montserrat
- Nicaragua
- Puerto Rico
- Saint Kitts és Nevis
- Saint Lucia
- Saint Vincent és a Grenadine-szigetek
- Suriname
- Turks- és Caicos-szigetek

Dél-Amerika (CONMEBOL)
- Venezuela

Óceánia (OFC)
- Amerikai Szamoa
- Cook-szigetek
- Fidzsi-szigetek
- Pápua Új-Guinea
- Salamon-szigetek
- Szamoa
- Tahiti
- Tonga
- Új-Kaledónia
- Vanuatu

Európa (UEFA)
- Albánia
- Andorra
- Azerbajdzsán
- Ciprus
- Észtország
- Fehéroroszország
- Feröer
- Finnország
- Grúzia
- Gibraltár
- Kazahsztán
- Koszovó
- Lettország
- Liechtenstein
- Litvánia
- Luxemburg
- Észak-Macedónia
- Málta
- Moldova
- Montenegró
- Örményország
- San Marino

## Rekordok
- A legtöbbszörös bajnok Brazília, ezidáig 5 alkalommal nyerte meg a tornát.
- A legtöbbszörös világbajnok játékos Pelé, aki Brazília színeiben 3 alkalommal emelhette magasba a trófeát.
- A legtöbb gól egy világbajnokságon 2022-ben volt, összesen 172.
- A legtöbb gólt Miroslav Klose szerezte, összesen 16-ot.
- A legtöbb gólt egy tornán Just Fontaine érte el, 13-at 1958-ban.
- A legtöbb gólt egy világbajnokságon Magyarország érte el, 27-et 1954-ben.
- A legjobb gólátlagot Kocsis Sándor érte el az 1954-es labdarúgó-világbajnokságon. 11 gólt lőtt 5 mérkőzésen. Gólátlag: 2,2.
- A legtöbb világbajnokságon részt vett játékosok: a mexikói Antonio Carbajal (1950–1966), a német Lothar Matthäus (1982–1998), az olasz Gianluigi Buffon (1998–2014 az 1998-ason nem játszott mérkőzést, csak csere volt), a mexikói Rafael Márquez (2002–2018) és Andrés Guardado (2006–2022), valamint Cristiano Ronaldo (2006-2022) 5 tornán voltak ott. Utóbbi érdekességként, az egyetlen játékos, aki mind az 5 világbajnokságon gólt szerzett.
- A legtöbb világbajnoki mérkőzést Lionel Messi játszotta, 26-ot.
- A legnagyobb arányú győzelem 9 gólos volt, ez háromszor is előfordult: Magyarország–Dél-Korea 9–0 (1954), Jugoszlávia–Zaire 9–0 (1974), Magyarország–El Salvador 10–1 (1982).
- A legtöbb gól egy mérkőzésen 1954-ben az Ausztria–Svájc mérkőzésen esett, a végeredmény 7–5 volt.
- A leggyorsabb gól Hakan Şükür nevéhez fűződik. 2002-ben a Törökország–Dél-Korea mérkőzésen 10,2 másodperccel a kezdés után ért el találatot.
- A leggyorsabb piros lapot az uruguay-i José Bastia kapta 56 másodperc elteltével 1986-ban.
- A legfiatalabb világbajnoki gólszerző a brazil Pelé, aki 17 éves volt, amikor Wales ellen betalált 1958-ban.
- A legidősebb világbajnoki gólszerző a kameruni Roger Milla, aki 42 éves volt, amikor Oroszország ellen betalált 1994-ben.
- A legidősebb játékos, aki pályára lépett az egyiptomi Eszám el-Hadari aki 45 éves volt amikor Szaúd-Arábia ellen lépett pályára 2018-ban.